# Microsoft Windows SDK
Microsoft Windows SDK, und seine Vorgänger Platform SDK und .NET Framework SDK, sind Software Development Kits (SDKs) von Microsoft, die Dokumentation, Header-Dateien, Compiler, Programmbibliotheken, Beispiele und Programmierwerkzeuge für die Entwicklung von Microsoft Windows und dem .NET-Framework enthält.

## Funktionen
Platform SDK ist der Nachfolger des ursprünglichen Microsoft Windows SDK für Windows 3.x und des Microsoft Win32 SDK für Windows 9x. Es wurde 1999 veröffentlicht und ist das älteste SDK. Platform SDK enthält Compiler, Tools, Dokumentationen, Header-Dateien, Bibliotheken und Beispiele, die für die Softwareentwicklung auf IA-32, x64 und IA-64 CPU-Architekturen. .NET Framework SDK wurde jedoch mit .NET Framework entwickelt. Ab Windows Vista werden das Platform SDK, das .NET Framework SDK, das Tablet PC SDK und das Windows Media SDK durch ein neues, einheitliches Kit namens Windows SDK ersetzt. DirectX SDK wurde mit der Veröffentlichung von Windows 8 in das Windows SDK integriert.
Bei der Installation kann ausgewählt werden, welche Komponenten installiert werden sollen und wo sie zu installieren sind. Es integriert sich mit Visual Studio, so dass nicht mehrere Kopien der Komponenten, die beide haben, installiert werden. Die angezeigten Informationen können nach Inhalt gefiltert werden, z. B. nur neue Windows Vista-Inhalte, nur .NET Framework-Inhalte oder Inhalte für eine bestimmte Sprache oder Technologie anzeigen.
| Version                                              | Entfernte Funktion |
| ---------------------------------------------------- | --- |
| Windows SDK für Windows 7 und .NET Framework 3.5 SP1 | - capicom.dll - iacom.dll - ialoader.dll - msistuff.exe - perflibmig.exe - permcalc.exe - secutil.exe - windowssideshowvirtualdevice.exe - wpfperf.msi - xamlpad.exe |
| Windows SDK für Windows 7 und .NET Framework 4       | - UISpy.exe - Wpt_arch.msi - DExplore Document Viewer |
| Windows Software Development Kit (SDK) für Windows 8 | - Befehlszeilen-Build-Umgebung, einschließlich: - Windows SDK-Plattform-Toolset - Visual C++-Compiler und C-Laufzeit (CRT) - Windows SDK-Konfigurationstool - Tools und Referenzassemblys für Versionen von .NET Framework vor 4.5 - Apache.exe - Bind.exe - Checkv4.exe - Consume.exe - DeviceSimulatorForWindowsSideShow.msi - Err.exe - FDBrowser.exe - FXCopSetup.exe - Guidgen.exe - Make-Shell.exe - MDbg.exe - Mpatch.exe - MSIZap.exe - PTConform.exe - ReBase.exe - sddlgen.exe - setenv.cmd - SetReg.exe - SoapSuds.exe - Sporder.exe - TcpAnalyzer.exe - TSPDesigner.exe - UTL2IDL.exe - ValidateSD.exe - VirtualLightSensor.exe - WinDiff.exe - WpfPerf.exe - Alle Windows-Beispiele - Microsoft Help Viewer - IntelliSense-XML-Dokumentationskommentare für die .NET Framework-Referenzassemblys |

## Dokumentation
Die Windows SDK-Dokumentation enthält Handbücher, die Folgendes dokumentieren:
- Entwicklung von Desktop-Apps mit Windows-API
- App-Entwicklung mit der Windows Runtime und Universal Windows Platform
- Web-App-Entwicklung mit ASP.NET, HTML, CSS und JavaScript
- Sprachbezogene Themen für C++, C#, Visual Basic.NET, F#, JavaScript, CSS und HTML, wie Syntax und Konventionen